# ليونيل فرناندز

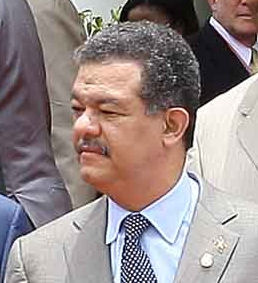
ليونيل فرناندز

انطونيو ليونيل فرنانديز رينا هو رئيس جمهورية الدومنيكان من مواليد 26 كانون الاول - ديسمبر من سنة 1953 في مدينة سانتو دومينغو شغل انطونيو ليونيل فرنانديز رينا منصب رئيس جمهورية الدومينيكان ما بين 16 آب من سنة 1996 إلى سنة 2000 ثم انتخب مرة ثانية وأصبح رئيسا لجمهورية الدومنيكان وتولى منصبه كرئيس في 16 آب من سنة 2004 إلى سنة 2008 ثم أعيد انتخابه للمرة الثانية على التوالي والمرة الثالثة في حياته السياسية رئيسا للدومنيكان وتولى فترته الرئاسية الثالثة في 16 آب من سنة 2008.

## روابط خارجية
- ليونيل فرناندز على موقع الموسوعة البريطانية (الإنجليزية)
- ليونيل فرناندز على موقع مونزينجر (الألمانية)
- ليونيل فرناندز على موقع إن إن دي بي (الإنجليزية)